# Исмаилов, Ровшан Рагим оглы
Ровшан Рагим оглы Исмаилов(азерб. Rövşən Rəhim oğlu İsmayılov; род. 8 мая 1971, Баку, Азербайджанская ССР) — азербайджанский государственный деятель. Судья Конституционного суда Азербайджана. 

## Биография
Родился 8 мая 1971 года в Баку. В 1994 году окончил Бакинский государственный университет, юридический факультет.
С 1994 года являлся преподавателем, с 2006 года — доцентом  кафедры конституционного права БГУ.
В 1995 году являлся членом рабочей группы комиссии по подготовке Конституции Азербайджана.
В 2000 году получил степень кандидата юридических наук в Одесской национальной юридической академии. Тема научной работы — «Институт гражданства Азербайджана».
С января по август 2005 года являлся стипендиатом программы Фуллбрайт Индианского университета. Тема исследования — «Political rights in a transition state and in a failed State: Problems and prospects of solving them».
С 1996 по 2001 год являлся членом Совета Европейского центра защиты прав человека (Баку).
С февраля 1997 по 2003 год являлся преподавателем Университета Хазар.
Являлся членом Центральной избирательной комиссии Азербайджана (февраль 2006 — июнь 2010).
Являлся членом Европейской комиссии по борьбе с расизмом и нетерпимостью Совета Европы от Азербайджана (январь 2008 — 2017).
Судья Конституционного суда Азербайджана (с 22 июня 2010).
Член Венецианской Комиссии Совета Европы (с 2017).
Член квалификационной комиссии адвокатов Азербайджана (с 24 января 2023).
10 июля 2018 года присвоено звание «Заслуженный юрист Азербайджана».

## Награды
- Медаль «100-летие Азербайджанской Демократической Республики» (27 мая 2019)
- Заслуженный юрист Азербайджана (10 июля 2018)